# Snogeholmssjön
Snogeholmssjön är en sjö i Sjöbo kommun i Skåne och ingår i Kävlingeåns huvudavrinningsområde. Sjön är 8,5 meter djup, har en yta på 2,46 kvadratkilometer och befinner sig 36 meter över havet. Sjön avvattnas av vattendraget Klingavälsån.

## Delavrinningsområde
Snogeholmssjön ingår i det delavrinningsområde (616134-137011) som SMHI kallar för Utloppet av Snogeholmssjön. Medelhöjden är 49 meter över havet och ytan är 15,99 kvadratkilometer. Räknas de 2 avrinningsområdena uppströms in blir den ackumulerade arean 53,42 kvadratkilometer. Klingavälsån som avvattnar avrinningsområdet har biflödesordning 2, vilket innebär att vattnet flödar genom totalt 2 vattendrag innan det når havet efter 73 kilometer. Avrinningsområdet består mestadels av skog (32 %) och jordbruk (44 %). Avrinningsområdet har 2,46 kvadratkilometer vattenytor vilket ger det en sjöprocent på 15,4 %.